# 星海公園

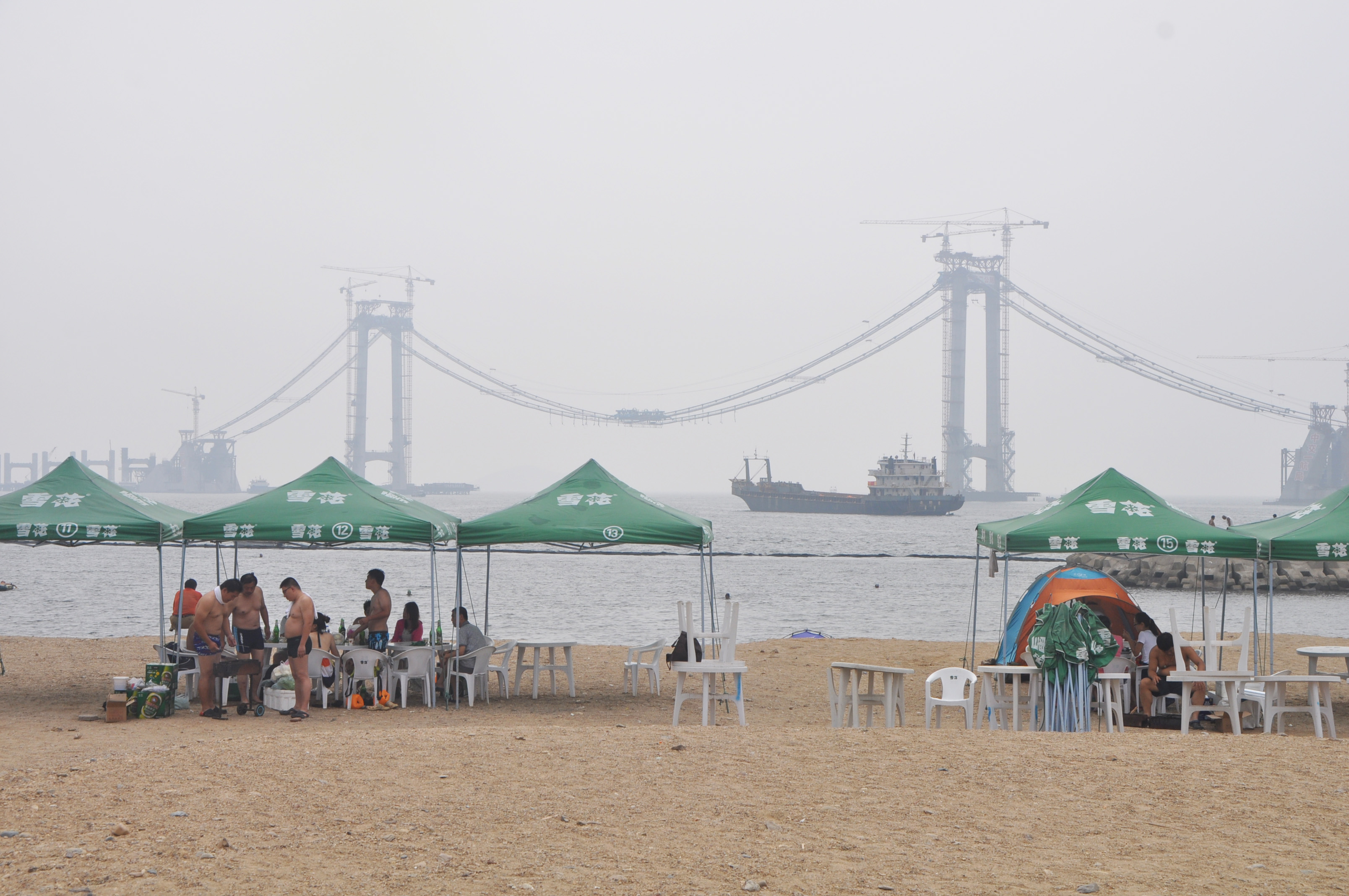
星海公園のビーチ。沖合に星海湾海上大橋が建設中。

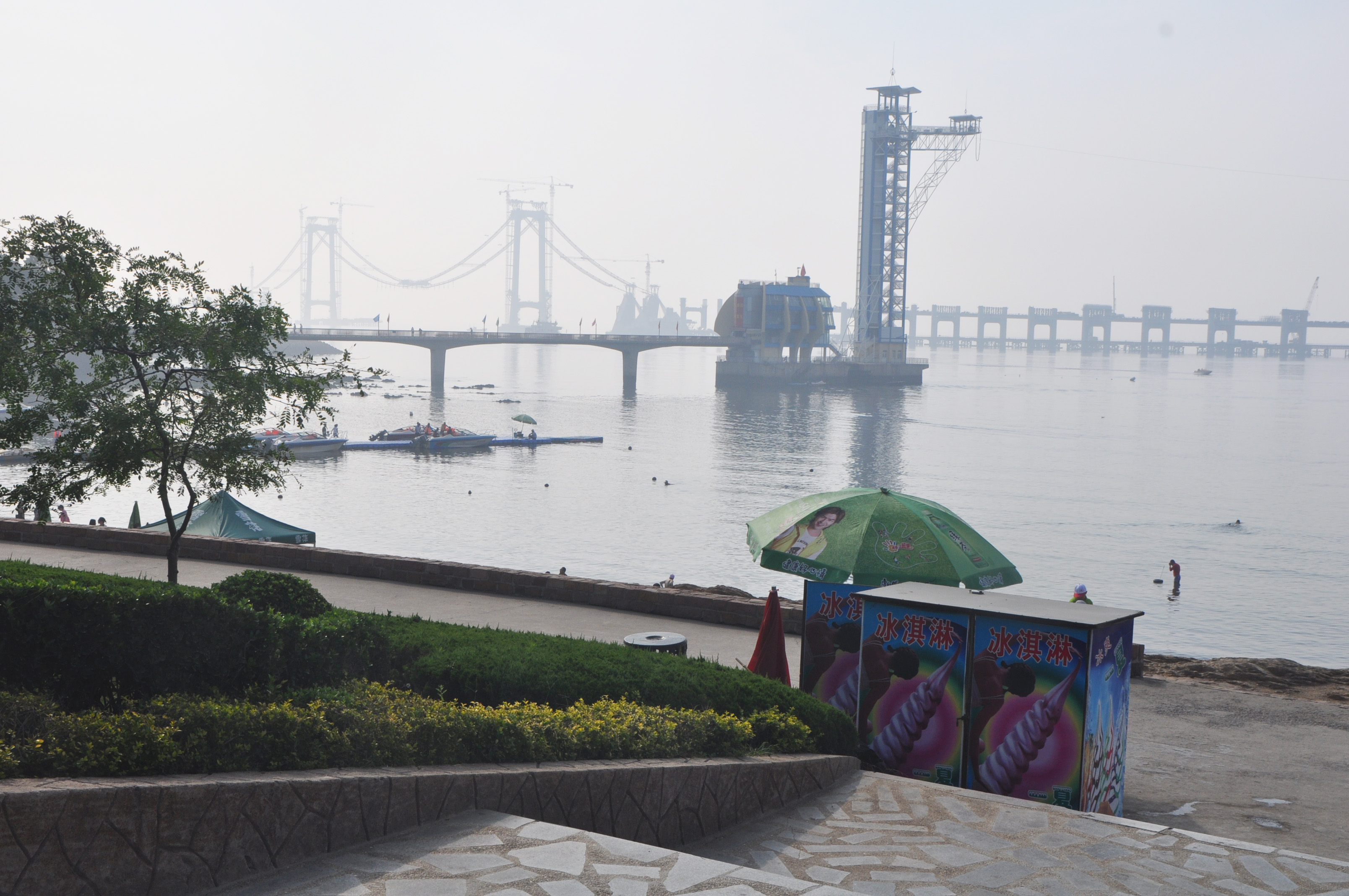
星海公園とバンジージャンプ

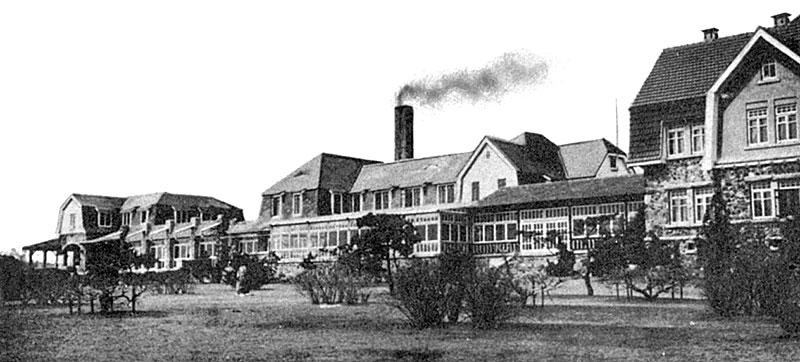
往時の星ヶ浦ヤマトホテル。すでに取壊されている。

星海公園（せいかいこうえん、中国語: 星海公园）は、中国遼寧省大連市の南海岸にある海水浴もできる公園で、日本租借地時代の旅大八景の内の「星ヶ浦」である。

## 概要
星海公園は1909年に南満州鉄道が人工海岸「星ヶ浦」（旅大八景のひとつ）として設立し、海水浴場、ゴルフ場、星ヶ浦ヤマトホテルがある総合リゾートとして開発された歴史をもつ。1945年、現在の名前に改称し、中国では付近の海に宇宙からの石が飛来して「星石」と呼ばれたので、この公園が面する湾および西隣りの巨大な広場は「星海」と呼ばれるようになったという説を採っている。日本語名の「星ヶ浦」もその伝承を知った満鉄技術者の木戸忠太郎が、それにちなんで命名したとされる。
公園は現在、面積が15万平方メートルで、海水浴場は800メートルあり、大連四大ビーチのひとつである。海にはニュージーランドからのバンジージャンプ施設があり、これは高さ55メートルである。沖合には星海湾海上大橋が見える。また、星海広場までの海岸散歩道がある。
星海公園の東側には聖亜海洋世界（Sunasia Ocean World）と呼ばれる海洋水族館もある。
公園は7:30から17:30まで無料で開放されており、夏季には時間延長される。

## 交通
大連の東西に走る中山路に面していて、星海浴場バス停で下車、すぐ。大連地下鉄1号線では、大医二院駅で下車し、西へ徒歩500メートル。